# SVF (ソフトウェア)
SVF（エス・ブイ・エフ、Super Visual Formade）はウイングアーク1stが開発、販売している電子帳票システムである。ノーコードで帳票を設計・出力できるのが特長。

## 沿革
- 1995年10月 - 「SVF」の前身となる帳票ツール「VisualFormade」出荷開始。
- 1996年12月 - 帳票ツール「SVF」出荷開始。
- 2019年12月 - SVF Ver.10 出荷開始[2]。

## ラインアップ
- SVFX-Designer: 帳票設計ツール
- SVF Web Designer: Webブラウザー型帳票設計ツール
- SVF Connect SUITE:
- RDE SUITE: 帳票統合スプールサーバ
- SVF Print SUITE: 帳票印刷エンジン
- SVF PDF Enterprise: 帳票のPDF化によるWeb帳票運用製品
- SVF File SUITE: 帳票の印刷データをExcel、CSV、TIFF等に出力
- SVF for TIFF図面: 設計図面ファイル向けのツール
- SVF Client: .Microsoft .NET Frameworkで構築されたアプリケーションと連携して動く帳票出力モジュール
- SVF for Mainframe: メインフレームの帳票出力環境のオープン化
- OpenBOST for SVF: 帳票データの仕分け、振り分け、データ変換等
- SVF for System i: System iの帳票を移行する製品
- SPA IS: ウィングアーク社各種サーバ製品 (SVF、RDE、SPA、Dr.Sum) との統合管理